# Gabriele Orsini del Balzo

Das Wappen der Familie Orsini del Balzo

Gabriele Orsini del Balzo (* 1404; † 1453 in Konstantinopel) war ein italienischer Adeliger und Condottiere, Herzog von Venosa und Graf von Ugento.

## Leben

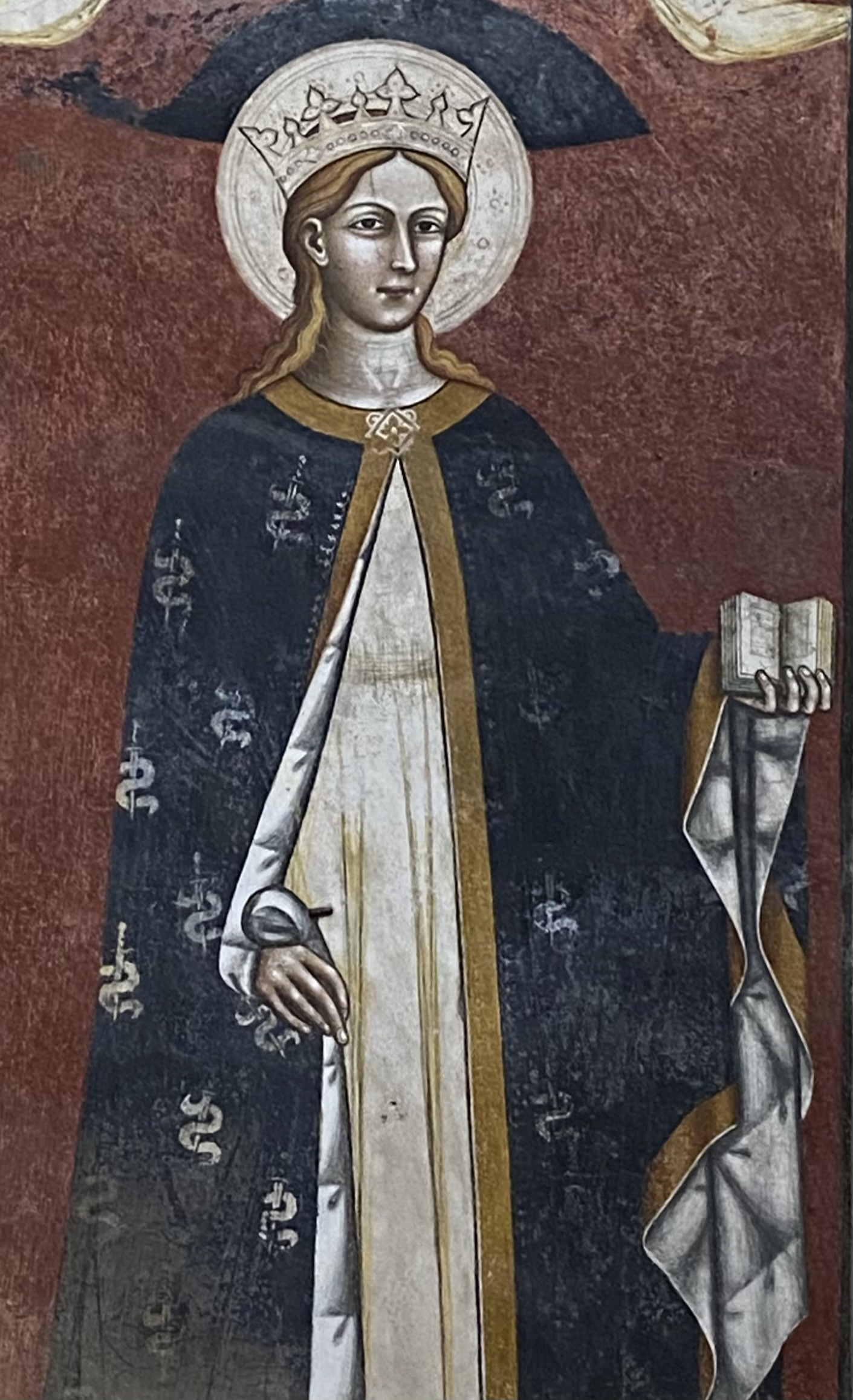
Angebliches Porträt von Maria d’Enghien in einem Fresko in der Basilika Santa Caterina d’Alessandria in Galatina

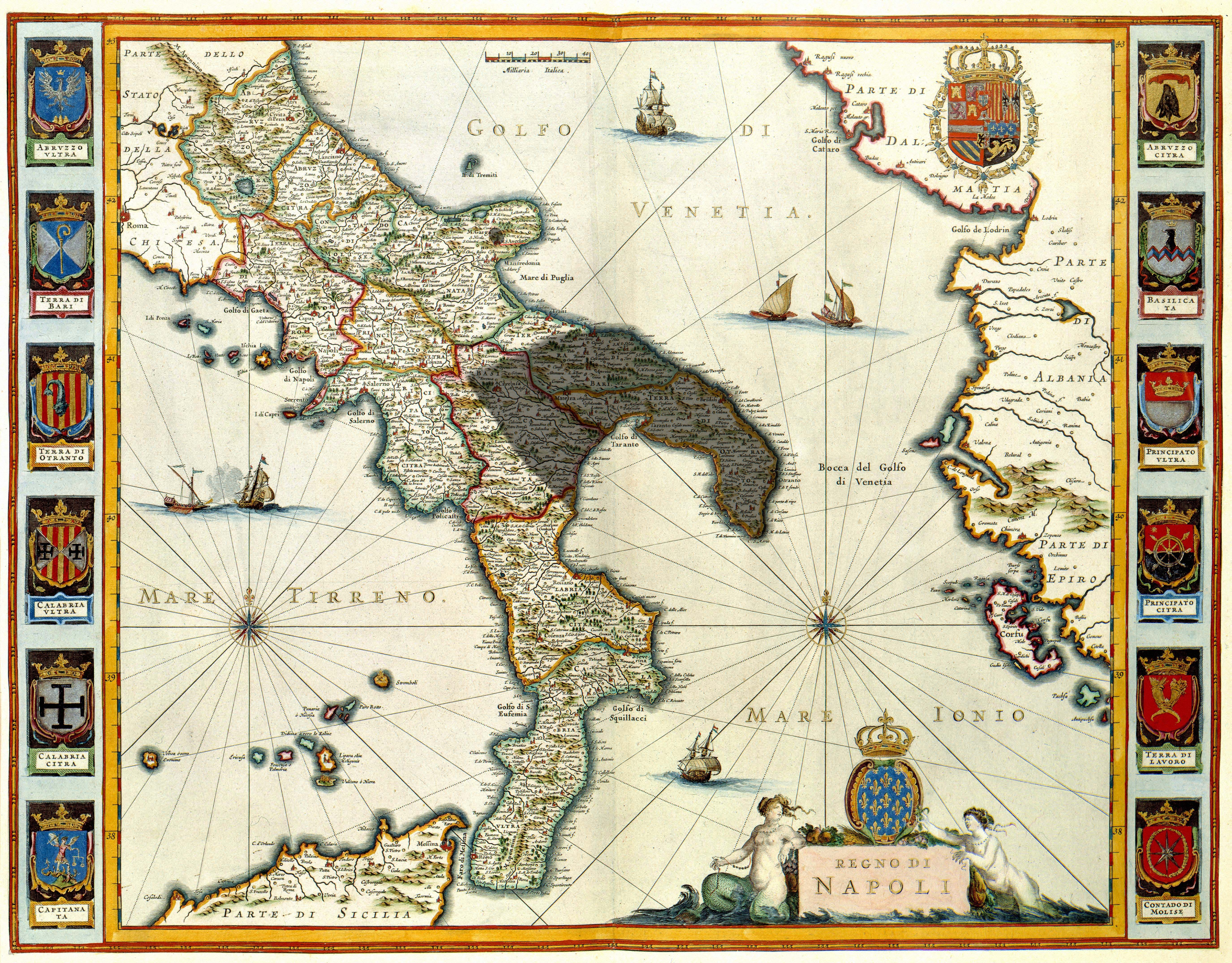
Ungefähre Lage des Fürstentums Tarent 1250 (in Grau)

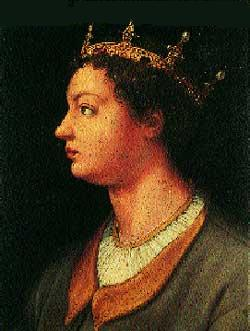
Ladislaus von Anjou-Durazzo

Gabriele war der Sohn des Fürsten von Tarent, Raimondo Orsini del Balzo, genannt Raimondello, und der Gräfin von Lecce, Maria d’Enghien. Allerdings erbte Gabriele nicht die Besitztümer seines Vaters, da diese für seinen ältesten Sohn Giovanni Antonio, genannt Giannantonio, bestimmt waren.
Zu dieser Zeit herrschte eine Feindschaft zwischen dem Fürstentum Tarent und dem Königreich Neapel, insbesondere mit König Ladislaus von Anjou-Durazzo. Der Grund dafür war, dass das Fürstentum Ludwig II. von Anjou-Valois unterstützte, der ein Rivale um den Thron war. Im Januar 1406 verstarb Raimondello während des Angriffs von Ladislaus auf die Stadt Tarent. Seine Frau Maria d’Enghien, die den Tod ihres Mannes für mehr als einen Monat geheim hielt, zog im März 1406 mit ihren Söhnen von Lecce nach Tarent, wo sie jedoch weiterhin Widerstand gegen den Herrscher leistete. Im Juni desselben Jahres beendete Ladislaus die Belagerung der Stadt und kehrte nach Neapel zurück.
Angesichts eines erneuten Angriffs von Ladislaus schloss Maria persönlich mit Ludwig II. einen Vertrag, der ihrem ältesten Sohn Giannantonio den Erhalt der Gebiete des Fürstentums zusicherte. Zu diesen Gebieten zählten Castellaneta, Gallipoli, Ginosa, Gioia del Colle, Laterza, Martina Franca, Massafra, Mottola, Nardò, Oria, Ostuni, Otranto, Palagiano, Polignano, Tarent und Ugento, einschließlich der drei Grafschaften von Castro, Lecce und Soleto, die Baronien Carovigno und Mesagne und die beiden Häfen Barletta und Brindisi, die 1399 von Ladislaus erobert wurden. Gabriele erhielt die Lehen von Altamura und Minervino, die einst ihrem Vater gehört hatten. Der Vertrag wurde durch ein Heiratsversprechen zwischen Giannantonio, der zum Zeitpunkt des Versprechens nur fünf Jahre alt war, und Marie d’Anjou-Valois, der Tochter von Ludwig II., besiegelt.
Die Pläne von Maria und Ludwig wurden zunichtegemacht, als im Dezember 1406 die Schiffe mit den von den d’Anjou-Valois gesandten Soldaten und Geldern gesunken sind und ihre Fracht verloren ging. Außerdem schwor Francesco Orsini, ein weiterer Verbündeter von Maria und Neffe ihres Ehemanns Raimondo, Ladislaus die Treue. Maria entschied sich daraufhin, sich dem König von Neapel zu ergeben. Um den Streit zu beenden, wurde vorgeschlagen, eine Hochzeit zwischen den beiden Kriegsparteien zu feiern, die einige Wochen nach dem Angriff stattfand; die Ehe zwischen Giannantonio und der Tochter von Louis d’Anjou-Valois kam daher nicht zustande.
Maria d’Enghien zog daraufhin mit ihren Kindern nach Neapel, wo sie bis zum Tod von Ladislaus im Jahr 1414 im Castel Nuovo residierte, während die Territorien des Fürstentums vom königlichen Hof requiriert wurden. Nach Ladislaus folgte seine Schwester Johanna II. von Anjou-Valois, die Maria und ihre Kinder inhaftieren ließ. Maria und ihre Söhne Giannantonio und Gabriele wurden erst 1416 bzw. 1418 auf Fürsprache von Jacques II. de Bourbon-La Marche freigelassen. Johanna hatte diesen 1415 geheiratet, und er hatte auch eine der Töchter Marias, Caterina, mit einem ihrer Ritter, Tristan de Clermont, vermählt. Zumindest für die Freilassung Gabriels musste sie dem Hof 8000 Dukaten zahlen.
Die noch nicht abgetretenen Besitzungen der Orsini del Balzo, nämlich die Gebiete, die Raimondello gehört hatten, wurden Maria und ihrem ältesten Sohn Giannantonio zurückgegeben. Ausgenommen war das Fürstentum Tarent, welches an Jacques II. de Bourbon abgetreten wurde. Dies erfolgte auch dank der Fürsprache des Papstes. 1420 verzichtete Jacques auf das Fürstentum, welches daraufhin an Giannantonio übertragen wurde. Im Jahr 1421 wurde zwischen Maria und ihren beiden Söhnen eine Vereinbarung über die Aufteilung der Familienlehen getroffen. Maria erhielt die Bestätigung ihrer Lehen im Salento, während Gabriele von Giannantonio die Baronien Acerra, Flumeri-Trevico, Lavello und Minervino als Lehen zugeteilt bekam.

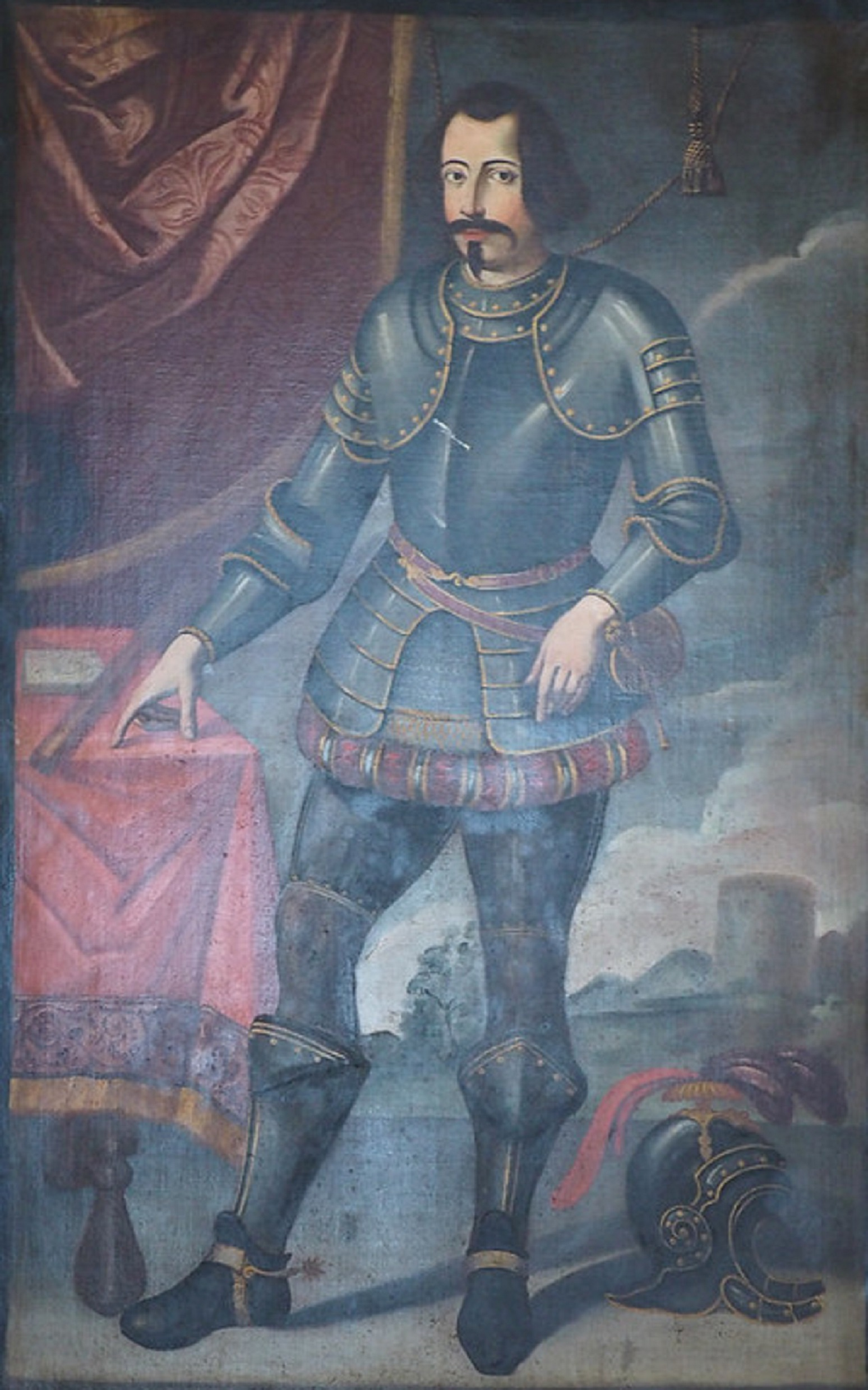
Porträt in Rüstung, Herzogspalast von Martina Franca

Im Jahr 1431 heiratete Gabriele Maria/Giovanna Caracciolo del Sole (†  1451), die Tochter von Sergianni, dem Fürsten von Capua und dem Großseneschall des Königreichs Neapel, sowie Berater und Liebhaber von Königin Johanna II. Dieser versuchte im Kampf um die Nachfolge der erblosen Johanna II. auf dem neapolitanischen Thron, die Orsini del Balzo antifranzösisch auszurichten und für Alfons V. von Aragon zu gewinnen. Nach dem Tod von Sergianni im Jahr 1432 übergab sein Sohn Troiano Caracciolo auf Anweisung des Herrschers das Herzogtum Venosa an seinen Schwager Gabriele.
Im Jahr 1434 schenkte Giannantonio Gabriele die Grafschaft Ugento, während eine Vereinbarung von 1435, die unter der Aufsicht von Alfons V. stand, besagte, dass die beiden Brüder einander in ihren Lehen beerben würden, wenn einer von ihnen ohne männliche Erben sterben sollte.
In den folgenden Jahren richtete sich die Politik Gabriels nach dem Verlauf der Ereignisse im Fürstentum Tarent, das unter der Führung seines Bruders Giannantonio stand. Besonders engagierte er sich für die Unterstützung der Orsini del Balzo zugunsten der Aragonier im Streit um die Vorherrschaft in Süditalien gegen René d’Anjou-Valois. Dabei leistete er sowohl durch die Bereitstellung von Truppen für das aragonische Heer als auch auf diplomatischem Terrain Unterstützung, um andere neapolitanische Barone auf die Seite von Alfonsos zu gewinnen.
Mit der Eroberung des Königreichs Neapel durch Alfonso im Jahr 1443 und dessen formellen Abschluss wurden seine Anhänger von den Aragoniern belohnt. Gabriel erhielt zunächst das Schloss von Montemilone, das zu dieser Zeit von Ladislao de Marchisanis besetzt war. Dieser bereute jedoch, dass er sich auf die Seite der Anjou geschlagen hatte, und die Gebiete wurden ihm zurückgegeben. Drei Jahre später, 1445, starb Ladislao, und Gabriel wurde der neue Besitzer der Burg.
Gabriel starb während der Belagerung von Konstantinopel im Jahr 1453, als er mit 200 neapolitanischen Bogenschützen zur vergeblichen Verteidigung der von den Truppen Mehmed II. belagerten Hauptstadt des byzantinischen Reiches eintraf. Da der Verstorbene keine männlichen Erben hatte, fiel sein Vermögen trotz einer 1435 zugunsten seines Bruders getroffenen Erbregelung an seine Tochter Maria Donata.

## Abstammung
| Vater Raimondo Orsini del Balzo | Nicola Orsini       | Roberto Orsini         | Romano Orsini         |
| Vater Raimondo Orsini del Balzo | Nicola Orsini       | Roberto Orsini         | Anastasia di Monforte |
| Vater Raimondo Orsini del Balzo | Nicola Orsini       | Sveva del Balzo        | Ugone del Balzo       |
| Vater Raimondo Orsini del Balzo | Nicola Orsini       | Sveva del Balzo        | Jacopa della Marra    |
| Vater Raimondo Orsini del Balzo | Giovanna di Sabrano | Guglielmo di Sabrano   | Ermingano di Sabrano  |
| Vater Raimondo Orsini del Balzo | Giovanna di Sabrano | Guglielmo di Sabrano   | Alistasia del Balzo   |
| Vater Raimondo Orsini del Balzo | Giovanna di Sabrano | Roberta di Sangiorgio  | Berardo di Sangiorgio |
| Vater Raimondo Orsini del Balzo | Giovanna di Sabrano | Roberta di Sangiorgio  | Isabella Maletta      |
| Mutter Maria d’Enghien          | Jean d’Enghien      | Wautier III. d’Enghien | Wautier II. d’Enghien |
| Mutter Maria d’Enghien          | Jean d’Enghien      | Wautier III. d’Enghien | Jolande von Flandern  |
| Mutter Maria d’Enghien          | Jean d’Enghien      | Isabella di Brienne    | Walter V. von Brienne |
| Mutter Maria d’Enghien          | Jean d’Enghien      | Isabella di Brienne    | Giovanna di Châtillon |
| Mutter Maria d’Enghien          | Sancia del Balzo    | Bertrando I. del Balzo | Bertrando del Balzo   |
| Mutter Maria d’Enghien          | Sancia del Balzo    | Bertrando I. del Balzo | Berengaria            |
| Mutter Maria d’Enghien          | Sancia del Balzo    | Margherita d’Alneto    | Roberto d’Alneto      |
| Mutter Maria d’Enghien          | Sancia del Balzo    | Margherita d’Alneto    | Isabella Stendardo    |

## Nachkommen
Gabriele hatte mit seiner Frau Maria/Giovanna Caracciolo del Sole († 1451) nur Töchter, was schließlich zum Aussterben des Geschlechts führte:
1. Maria Donata († 1481), 2. Herzogin von Venosa, heiratete 1451 Pirro del Balzo, späterer Großkonstabler des Königreichs Neapel; Maria Donata erhielt bei ihrer Eheschließung von ihrem Vater ein jährliches Einkommen in Höhe von 1.200 Dukaten „pro honorabili vita ducenda“, um selbst im Falle einer Witwenschaft nicht von den finanziellen Mitteln ihres Ehemannes abhängig zu sein.[16][5]
  1. Federico (* um 1455; † vor 1487), Graf von Acerra[17]
  2. Isotta Ginevra (* um 1460; † 1530, begraben in der Basilika Santa Chiara in Neapel), 2° Fürstin von Altamura[17]
  3. Antonia (* 1461 in Neapel; † 1538 in Gazzuolo)[17]
  4. Isabella (* 1468; † 1533 in Ferrara), 3. Fürstin von Altamura[17]
  5. Bertrando (natürlich; † nach 1491)[17]
  6. Medea (natürlich; † nach 1491)[17]
2. Raimondina († 1490) heiratete Robert Sanseverino, den Fürsten von Salerno.[5]
  1. Antonello (* 1458 in Salerno; 1499 in Senigallia), 2° Fürst von Salerno[18]
  2. Giovanna (* 1466 in Salerno; † 1508 in Neapel)[18]
3. Girolama heiratete Angelo Berardino di Morra, Herr von Sanseverino di Camerota[5]
  1. Giovanni Bernardino, Baron von Sanseverino di Camerota[19]
  2. Girolamo[19]
  3. Federico[19]